# Pintschens Quell

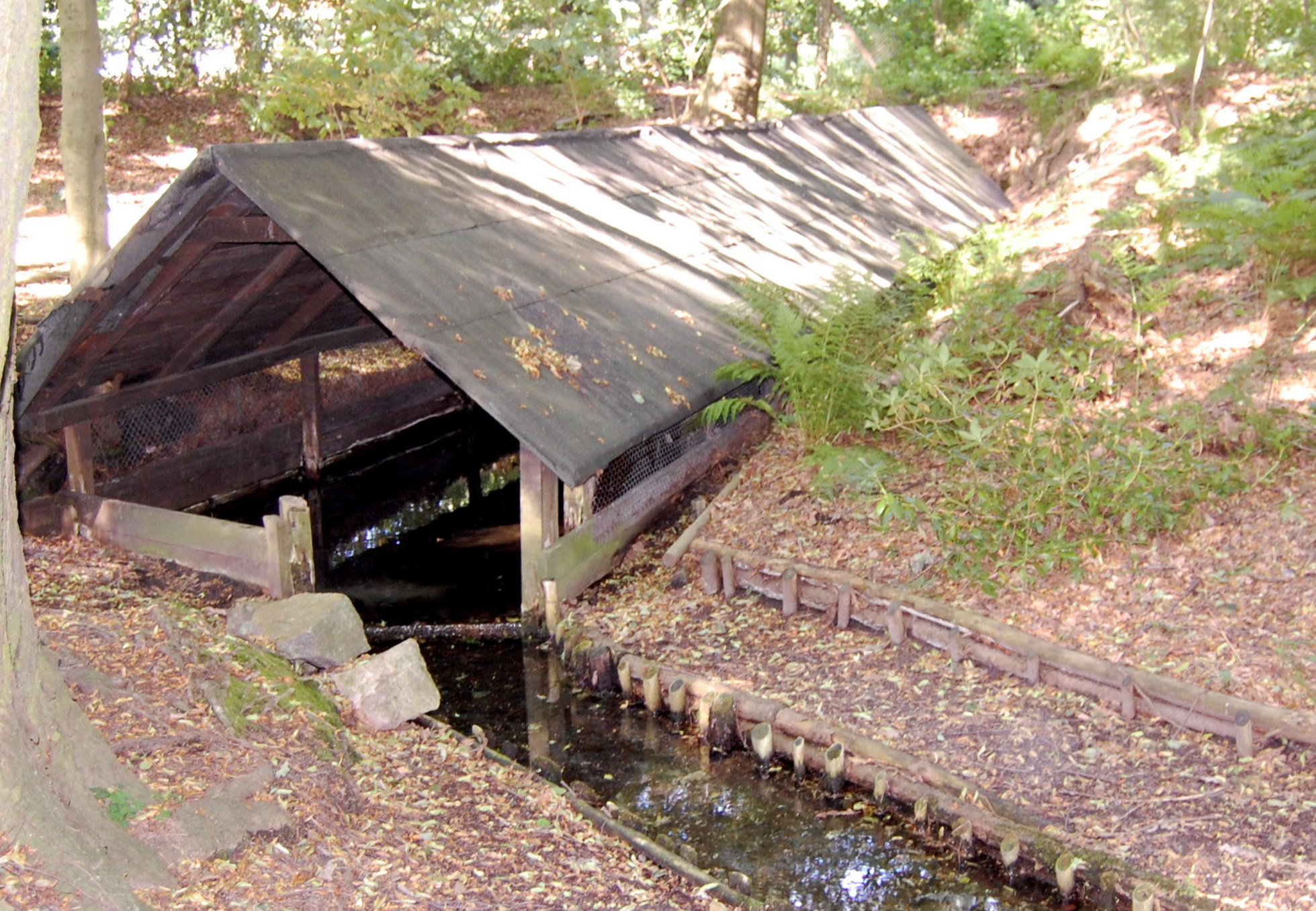
Pintschens Quell, überdachter Quellgraben

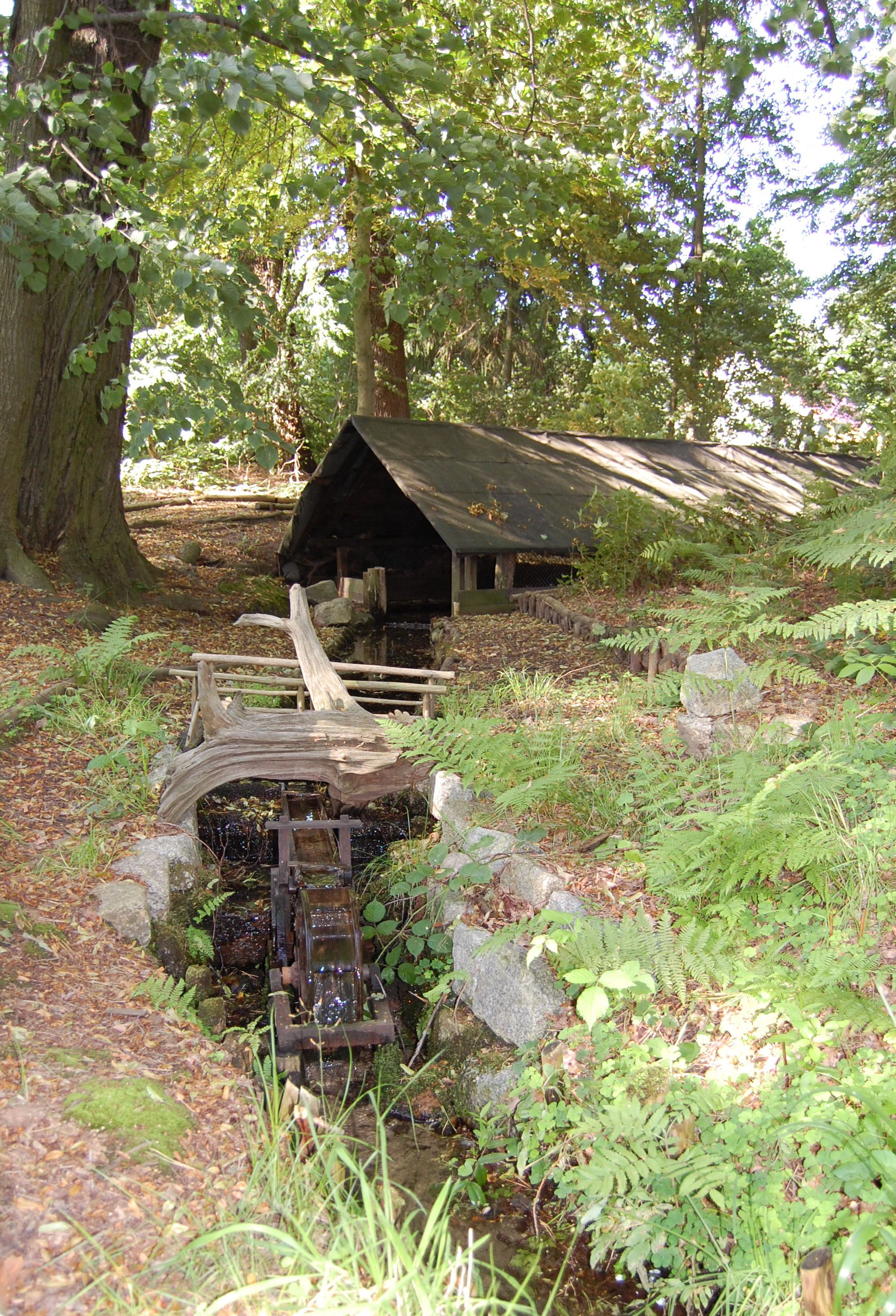
Wasserlauf mit kleinem Wasserrad

Pintschens Quell, niedersorbisch Pintšowe žrědło, ist eine zum Naturdenkmal erklärte kleine Quelle sowie ein amtlich ausgewiesener Wohnplatz in der Gemeinde Byhleguhre-Byhlen, östlich von Byhlen in Brandenburg.
Die Einfassung der Quelle wurde im Frühjahr 2006 neu gestaltet. Der Quellgraben ist überdacht. Die Quelle gehört mit etwa vier Litern Wasser je Sekunde zu den ergiebigsten der Region. Nach einigen Metern treibt der kleine Wasserlauf ein Modellwasserrad an. Von der Quelle führen kleine Wanderwege zu benachbarten Quellen. In nur etwa 200 Metern Entfernung befindet sich das Forsthaus Byhlen.
Die Herkunft des Namens der Quelle ist unklar. Möglich erscheint, dass es sich bei Pintschen um den Namen eines ehemaligen Quellwärters handelt. Ab 1820 wurde das Wasser der Quelle durch eine etwa 7 Kilometer lange Leitung zum Schloss Straupitz geleitet, wo es möglicherweise der Schlossbrauerei diente. Die Leitung bestand aus jeweils etwa vier Meter langen, durchgebohrten Baumstämmen, die mit Flanschen aus Metall verbunden waren. Da auf der Strecke lediglich ein Gefälle von sieben Metern besteht, ist die mit dem Bau der Leitung verbundene ingenieurtechnische Leistung beachtlich. Ein Stück der Holzleitung ist heute im alten Speicher des Schlosses ausgestellt.